# Jair Camargo
Jair David Camargo Alonso (Barranquilla,  Atlántico, 1 de julio de 1999) es un beisbolista colombiano que juega como receptor en la organización de los Mellizos de Minnesota.

## Carrera en la MLB

### Dodgers de Los Angeles (ligas menores)
Camargo firmó el 2 de julio de 2015 con la organización de Los Angeles Dodgers.
Dodgers asignan a Camargo a la Dominican Summer League de Ligas Menores donde llegó a jugar 41 partidos con 34 hits para un promedio al bate de .250 a la ofensiva.
Con la organización californiana llegó hasta Clase A Alta con el equipo Great Lakes Loons donde bateó 67 hits entre ellos cuatro cuadrangulares para un promedio de .236 en 79 juegos.
El 10 de febrero de 2020 los Dodgers enviaron a Camargo junto al lanzador Kenta Maeda por el relevista Brusdar Graterol, el jardinero Luke Raley y consideraciones futuras a los Mellizos.

### Mellizos de Minnesota
En 2022 conectó 12 cuadrangulares en Doble A con el equipo Wichita Wind Surge, en 2023 con el equipo St. Paul Saints conectó 21 cuadrangulares en 90 juegos.
Mellizos aseguran a Camargo asignándolo al roster de 40.
El 13 de abril de 2024 recibe el llamado para integrar el equipo principal.
Debutó el 16 de abril de 2024 al ingresar como bateador emergente en la novena entrada en un juego frente a los Orioles, recibió base por bolas y anotó una carrera.

## Números usados en las Grandes Ligas
- 85 Minnesota Twins (2024)

## Estadísticas en Grandes Ligas
| Año   | Equipo          | Liga | Juegos | VB | C | Hits | HR | CI | BA   |
| ----- | --------------- | ---- | ------ | -- | - | ---- | -- | -- | ---- |
| 2024  | Minnesota Twins | AL   | 5      | 6  | 1 | 0    | 0  | 0  | .000 |
| TOTAL |                 |      | 5      | 6  | 1 | 0    | 0  | 0  | .000 |

## Ligas Invernales
| Equipo                   | Liga                                                   | País                               | Temporada |
| ------------------------ | ------------------------------------------------------ | ---------------------------------- | --------- |
| Tigres del Licey         | Liga de Béisbol Profesional de la República Dominicana | Bandera de la República Dominicana | 2022      |
| Tigres del Licey         | Liga de Béisbol Profesional de la República Dominicana | Bandera de la República Dominicana | 2023      |
| Caimanes de Barranquilla | Liga Profesional de Béisbol Colombiano                 | Bandera de Colombia                | 2023      |
| Caimanes de Barranquilla | Liga Profesional de Béisbol Colombiano                 | Bandera de Colombia                | 2024-25   |
| Tigres del Licey         | Liga de Béisbol Profesional de la República Dominicana | Bandera de la República Dominicana | 2024-25   |

## Copa Mundial Sub-23
- 2018 - Barranquilla y Montería

Disputó cinco juegos con la Selección de béisbol de Colombia frente Sudáfrica, China Taipéi, Japón, Puerto Rico y República Checa anotó 3 carreras, 3 hits, 2 dobles e impulso 1 carrera.
- 2022 - Taipei

Anotó dos carreras, conectó siete hits, conectó un cuadrangular e impulsó cuatro carreras. Colombia quedó en quinto lugar.